# Es un secreto
«Es un secreto» es una canción de reguetón del dúo puertorriqueño Plan B, de su segundo álbum de estudio, House of Pleasure (2010), siendo presentado como el segundo sencillo después de «Si no le contesto». Un video musical fue lanzado el 24 de abril de 2011 dirigido por Maron Peña. La canción se posicionó durante veinte semanas en las listas Tropical Airplay y Latin Rhythm Airplay de Estados Unidos y también ingresó a listas de Ecuador y Perú.

## Letra y composición
«Es un secreto» habla del intenso deseo del protagonista hacia su amor platónico y la creencia de que su interés siente lo mismo. Él puede entender sus pensamientos sin que ella se lo diga y siente que cada vez están más cerca de estar juntos. La letra de la canción fue escrita por Egber Rosa «Fino Como el Haze», Orlando Valle «Chencho» y Edwin Vázquez «Maldy».

## Video musical
El videoclip que acompaña a la canción fue publicado el 24 de abril de 2011 en el canal de YouTube de Pina Records. Fue dirigido por Maron Peña y filmado en Castillo Marroquín en Chia (a las afueras de Bogotá) Colombia. El video muestra a Chencho Corleone y Maldy interpretando la canción, mientras se desarrolla la historia de una pareja que busca entrar a una fiesta privada en búsqueda de una joven. El dúo admitió mediante un comunicado que la creación del video y la elección de la canción como segundo sencillo de House of Pleasure fue debido a la acumulación de las 60 millones en YouTube.

## Versiones
| Lista de versiones y remezclas de «Es un secreto» |                                                                 |          |  |
| N.º                                               | Título                                                          | Duración |  |
| 1.                                                | «Es un secreto»                                                 | 3:10     |  |
| 2.                                                | «Es un secreto (remix)» (con Tego Calderón)                     | 3:53     |  |
| 3.                                                | «Es un secreto (remix to the remix)» (con Tego Calderón y Akon) | 4:23     |  |

## Posicionamiento en listas
| Lista                                 | Mejor posición |
| ------------------------------------- | -------------- |
| Estados Unidos (Latin Rhythm Airplay) | 23             |
| Estados Unidos (Tropical Airplay)     | 16             |

| Lista          | Mejor posición |
| -------------- | -------------- |
| Perú (Unimpro) | 113            |

| Lista               | Mejor posición |
| ------------------- | -------------- |
| Bolivia (Billboard) | 19             |
| Ecuador (Billboard) | 7              |
| España (Promusicae) | 99             |

| Lista                 | Posición |
| --------------------- | -------- |
| Perú (Monitor Latino) | 94       |